# Gilmania luteola
Gilmania luteola là một loài thực vật có hoa trong họ Rau răm. Loài này được (Coville) Coville mô tả khoa học đầu tiên năm 1936.